# 장혜리 (1992년)
장혜리(1992년 3월 13일 ~)은 대한민국의 여성 트로트가수, 배우, 작곡가다.

## 개요
- 초등학교 시절 SM엔터테인먼트에서 주최한 '제8회 청소년 베스트 선발대회'[1]에 참가해 '외모짱'에 선발됐다.[2] 댄스스포츠를 배우며 댄스스포츠 댄서의 꿈을 키웠다.

- 19세에 '걸스데이' 원년 멤버로 활동을 시작했다. 동기들 중에 가장 긴 연습생 생활 끝에 아이돌의 꿈을 이뤘지만 활동한지 2개월만에 탈퇴했다.[3]

- 이후 베이스 연주자로 밴드활동을 하며 버스킹도 하고 중국에서도 활동했으며 '아시아 갓 탤런트'에 한국 대표로 참가해 준결승에도 올랐다. 그러다 지금의 소속사 빅대디엔터테인먼트 대표의 권유로 트로트 가수로 전향했다.[4]

- 2020년 8월 첫 트로트 곡으로 싱글 《서방님》을 발매하며 트로트 가수로 활동을 시작했다.

- 가수로써 노래 외에도 춤, 연기, MC, 베이스연주 까지 다재다능한 엔터테이너로 활동 중이다.[5][6]

## 데뷔
- 2005년 OGN <오디션> '생방송 후비고'

## 연예활동
- '장혜리'라는 이름은 소속사 대표가 "선배 가수 장혜리의 향수를 느낄 수 있겠다."며 권유했는데, 듣자마자 선배 장혜리와 닮은 것 같기도 하고 '장'이라는 성씨에 매료돼 선택했다.[7]

- 2020년 12월 19일 KBS 2TV 《트롯 전국체전》에 참가하였으나, 1라운드 미스터리 지역선수 선발전에서 탈락하였다.

- 2021년 11월 9일 부터 2022년 2월 22일 까지 방영된 MBN 《헬로트로트》에 참가해 최종 4위에 올랐으며 여성 중에는 1위를 했다.

- 2022년 4월 8일 트로트 가수로 구성된 여자 축구팀 ‘FC트롯퀸즈’의 창단 멤버로 등번호 8번을 달고 활동을 시작했다.[8] 2023년 1월 13일에 인도네시아 자카르타 현지 '상공인의 날' 축하공연이 있었고, 15일에는 현지 여자 ARENA FC 팀과 원정경기를 가졌다.

- 유튜브 혜리케인 [HYERICANE]을 운영하면서 직접 녹음과 영상편집을 하고 있다.

- 2020년 8월 6일 ~ 2023년 7월 15일 빅대디엔터테인먼트와 계약을 종료하고, 잠시 단독으로 활동하다가 2024년 8월 9일 엔터테인먼트 멀티 IP 홀더 기업인 제이원스페이스의 1호 아티스트로 전속계약을 체결했다.[9]

- 2024년 3월 1일 발매된 《미스트롯3 신곡미션 준결승전》에 수록된 빈예서의 〈맘마미아〉를 작곡하면서 작곡가로 데뷔했다.[10][11]

## 출연작

### 드라마
- 《예쁜 남자》 (2013년~2014, KBS2)[12]
- 《백년의 신부》 (2014년, 티비조선)
- 《변혁의 사랑》 (2017년, tvN)
- 《대군 - 사랑을 그리다》 (2018년, 티비조선)
- 2022.10.30. 세종학당재단 웹드라마 《거실에 아이돌이 산다》[13]

### 텔레비전 프로그램
- 《생방송 후비고》 (2007년)
- 《G-Star 현장스케치》 (2015년)
- 《서든어택 윈터챔피언스리그》 (2016년)
- 《서든어택2 올스타매치》 (2016년)
- 《너의 목소리가 보여 5》 (2018년, M.net,tvN)
- 2020.12.19. KBS 2TV 《트롯 전국체전》 3회, <눈물비>(홍진영)
- 2021.11.09. ~ 2022.02.22. MBN 《헬로트로트》
- 2023.04.24. SBS F!L, MTV 《더 트롯쇼(THE 트롯SHOW)》 82회 '신곡 맛집, 이 곡 어때?',〈사랑 그게 뭔데〉
- 2023.05.15. KBS 1TV 《가요무대》 1799회 '언제나 청춘',〈나이도 어린데〉(조애희)
- 2023.05.15. SBS F!L, MTV 《더 트롯쇼(THE 트롯SHOW)》 84회, 〈사랑 그게 뭔데〉
- 2023.06.26. KBS 1TV 《가요무대》 1805회 '6월 신청곡', 〈그리움만 쌓이네〉(여진)
- 2023.07.10. SBS F!L, MTV 《더 트롯쇼(THE 트롯SHOW)》 90회,〈사랑 그게 뭔데〉
- 2023.07.24. SBS F!L, MTV 《더 트롯쇼(THE 트롯SHOW)》 92회 '신곡맛집, 이곡 어때?',〈가시버시〉
- 2023.09.23. G1방송 《전국 TOP 10 가요쇼》961회 (양구수목원),〈서방님〉,〈가시버시〉,〈사랑 그게 뭔데〉
- 2023.11.28. MBN 《현역가왕》

### 라디오
- 2023.05.30. TBS FM 《강지연 이민준의 9595쇼!》 장혜리 & 무룡 편, 〈사랑 그게 뭔데〉,〈짠짜라〉,〈내게 남은 사랑을 드릴께요〉,클로징〈서방님〉
- 2023.07.13. BBS불교방송 《송민경의 아무튼 트로트》차세대 트롯 여신!! 팔방미인 섹시디바 가수 장혜리, 〈사랑 그게 뭔데〉,〈가시버시〉,〈사랑은 창밖에 빗물같아요〉,〈서방님〉

## 학력
- 안양예술고등학교 연극영화과

## 경력
- 2015. 걸그룹 《걸스데이》원년 멤버
- 2022.04. ~ 트로트 여자 가수 축구팀 《FC트롯퀸즈》창단 멤버

## 수상
- 2020년 《제28회 대한민국문화연예대상》 성인가요 부문 신인상[14]
- 2021년 MBN《헬로트로트》 결승 4위
- 2022년 《제56회 가수의 날》 최우수 인기가수상[15]
- 2022년 《제15회 자랑스렁 한국인 대상》 트로트가수 부문
- 2022년 《제4회 패션&뷰티 인플루언서 루비스타 어워즈》 아시아 엔터테이너 부문 대상

## 자격
- 댄스스포츠 라틴 자격증

## 기타
- 신체 : 키 167cm, 몸무게 44kg, 혈액형 O형
- 특기 : 베이스 기타, 댄스스포츠
- MBTI : ESTJ(장혜리), ISFP(이지인)
- 취미 : 요리, 뜨개질, 볼링, 유튜브 운영
- 반려견 : 바나(비숑), 바로(빠삐용), 바쿠(포메)[16]